# Vermisporium eucalypti
Vermisporium eucalypti är en svampart som först beskrevs av Daniel McAlpine, och fick sitt nu gällande namn av Nag Raj 1993. Vermisporium eucalypti ingår i släktet Vermisporium, divisionen sporsäcksvampar och riket svampar.   Inga underarter finns listade i Catalogue of Life.